# Chelyocarpus chuco
Chelyocarpus chuco là loài thực vật có hoa thuộc họ Arecaceae. Loài này được (Mart.) H.E.Moore mô tả khoa học đầu tiên năm 1972.